# フィンボス
フィンボス（Fynbos）は、南アフリカ共和国西ケープ州に帯状に分布する自然の細葉灌木の硬葉樹林植生地域かつ植物の生物多様性のホットスポットである。主として地中海性気候の、冬に雨の多い海岸から山岳にかけての地域である。

## ケープ植物区
フィンボスはケープ西岸のクランウィリアム（Clanwilliam）から南東岸のポート・エリザベス（Port Elizabeth）に伸びる100kmから200kmの幅で、沿岸部に帯状に伸びている。フィンボスはケープ植物区（Cape Floristic Kingdom）の表面積の約半分、植物種の数では約80%を占める。フィンボスの東部と西部では、後者のほうがより多種で豊かな植生を誇る。
世界六大植物区（floral kingdom）の中では最小だが、面積あたりの豊かさという点では随一である。熱帯地域を除く北半球全域を包含する全北植物区（Holarctic Kingdom）とは好対照を成している。フィンボスの植物の多様性は、約5000種の固有種を含む8000種以上の植物からなるという点で、熱帯雨林の植物多様性を上回っている。
多様性と凝集性についていくつか例示しよう。エリカ属はフィンボスに600種生えているが、世界のほかの地域ではわずかに26種しか見られない。また、フィンボスの面積は46000km2であるが、大して変わらない面積のオランダには1400種の植物しかなく、しかもそこには固有種は含まれていない。ケープタウンのテーブルマウンテンには1470種が成育しているが、これはイギリスの全植物種を上回っている。
かくして、フィンボスは南アフリカの面積の6%を占めるに過ぎないが、その亜大陸の半分の植物種を含んでいるのだ。

## フィンボスの植生
「フィンボス」という名はアフリカーンス語で「細い灌木」（fine bush）を意味する。これはフィンボスの植生の多くが、細い針状の葉を持っていることに由来する。植物の大半は硬い葉の常緑樹である。
フィンボスに特徴的な三つの植物グループは、ヤマモガシ科、ツツジ科、サンアソウ科である。ヤマモガシ科は多くの種類が生えており、幾分大きな葉のタイプの植物の一種として、景観の中でも目を惹く。一般的に、それらには鳥が受粉を媒介することがある大きな鮮やかな花が咲いている。ツツジ科の植物は、それに比べれば一般的に小さく、多くの筒状花と針葉とを具えている。また、フィンボス以外ではごくわずかにしか見られない草に似たレスチオ属は、より湿潤な地域に生えている。
フィンボスには、球根を持つ種が1400種以上生えているが、そのうち96種がグラジオラスで、54種がラケナリアである。
一帯の植物の受粉は甲虫類やハエなどの昆虫または鳥類、哺乳類により、種子散布はアリやシロアリによる。

## 火事
乾燥した夏期によく起こる火事は、多くのフィンボスの植物の生育にとっては必須の段階である。多くの種子は火事の猛火の後で芽を出す。火事を待ち望んで、ヤマモガシ科の植物のほとんどは、種子を最低でも1年は藪のなかにとどめておく。その習性はセロティニーとして知られている。

## 経済的観点
ルイボスとハニーブッシュは、輸出品目にもなっている経済的に重要な品種であり、セデルベルフ山脈（Cederberg）地域で育ち、大量に収穫されている。多くの地域に生えているヤマモガシ科やその他の植物の花々も、輸出用に収穫されている。レスチオ属は、数百年来、あるいは数千年来、この地の屋根葺きの材料になっている。
地中海性気候の多くの地域では、フィンボスに生える植物、特にアロエやテンジクアオイなどは園芸植物として人気がある。より涼しい地域では、ウィンドー・プラント（window plants）としても用いられている。 
フィンボスの特にケープタウンに近い一帯は、観光客に人気のある観光スポットであると同時に、地元の人々にとっても重要なレクリエーション地域となっている。

## 保全
フィンボスの大部分は、農業用の開発が進められるか、ケープタウン周辺の都市開発の拡張に波に晒されるかをしてきた。また、フィンボスは、特にオーストラリアから持ち込まれるアカシア属などの外来種の脅威にもさらされている。既に多くの種が絶滅し、1000種以上が絶滅危惧種となっている。
保護活動は優先されるべき事項であり、多くの地域で保護区が設定されている。

## 世界遺産
保護区設定の延長線上として、フィンボスの珍しい植生は「ケープ植物区保護地域群」の名でユネスコの世界遺産（自然遺産）に登録されている。2000年に審議された際には登録を先送りにされたが、2004年に正式に登録された。

### 登録対象
2004年時点の登録対象は以下の通りである。

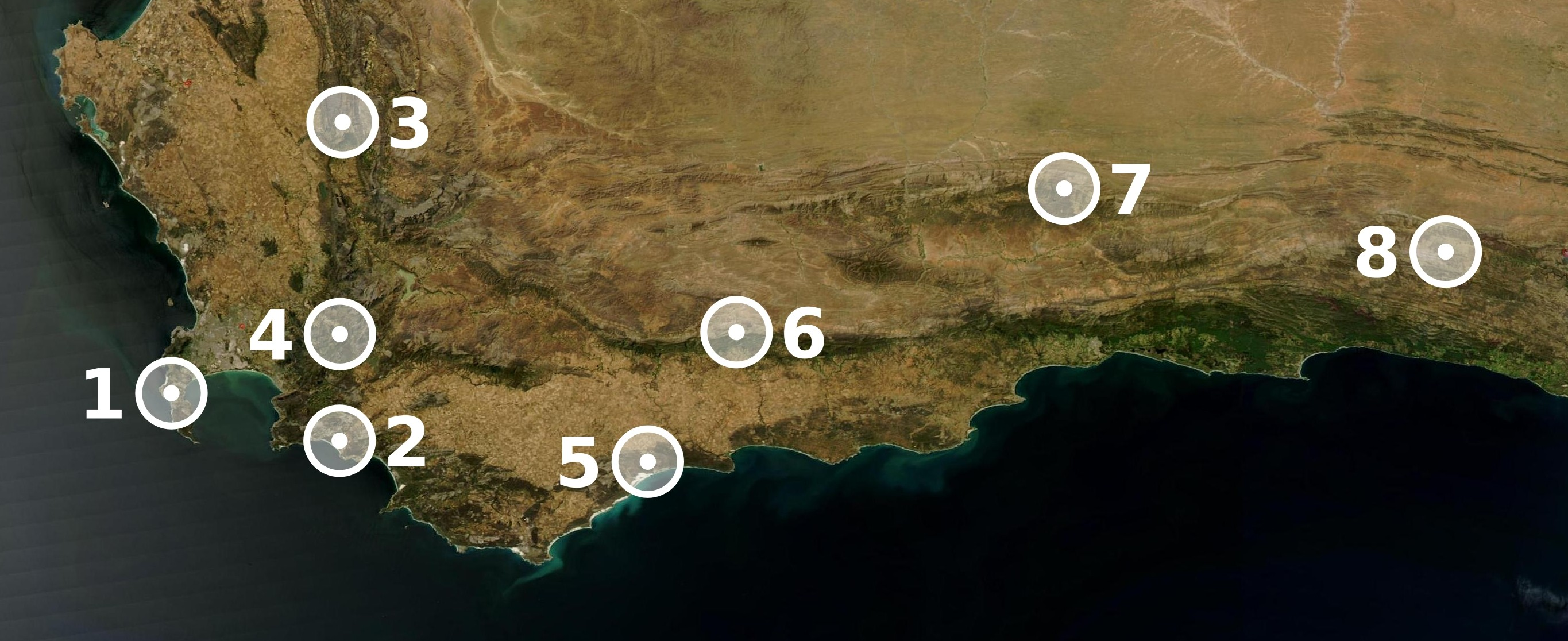
地図中の番号は世界遺産登録IDに対応

- ケープ半島国立公園（英語版）（Cape Peninsula National Park, ID: 1007-001）
- セデルベルフ原生自然環境保全地域（Cederberg Wilderness Area, ID: 1007-002）
- フロート・ヴィンテルフック原生自然環境保全地域（Groot Winterhoek Wilderness Area, ID: 1007-003）
- ボーラント山地（Boland Mountain Complex, ID: 1007-004）
- デ・ホープ自然保護区（英語版）（De Hoop Nature Reserve, ID: 1007-005）
- ボースマンスボス自然保護区（Boosmansbos Nature Reserve, ID: 1007-006）
- スヴァルトベルフ山脈（英語版）（Swartberg Complex, ID: 1007-007）
- バフィアーンスクローフ（Baviaanskloof, ID1007-008）

### 登録基準
この世界遺産は世界遺産登録基準のうち、以下の条件を満たし、登録された（以下の基準は世界遺産センター公表の登録基準からの翻訳、引用である）。
- (9) 陸上、淡水、沿岸および海洋生態系と動植物群集の進化と発達において進行しつつある重要な生態学的、生物学的プロセスを示す顕著な見本であるもの。
- (10) 生物多様性の本来的保全にとって、もっとも重要かつ意義深い自然生息地を含んでいるもの。これには科学上または保全上の観点から、すぐれて普遍的価値を持つ絶滅の恐れのある種の生息地などが含まれる。